# David Sinčić
David (Mojsije, Isarije) Sinčić (Šibenik, 23. svibnja 1911. – Zagreb, 6. svibnja 1949.) bio je hrvatski političar.

## Životopis
Završio je gimnaziju u Šibeniku, a studij medicine započinje u Zagrebu. Prekinuvši medicinu, studira i završava 1935. pravo u Beogradu. Ulazi u krug sveučilištaraca bliskih HSS-u; izabran je za predsjednika beogradskog i zemunskog ogranka HSS-a. Po povratku u Šibenik tajnik je stranačke gradske organizacije. Nakon talijanske okupacije (1941.) bio je uhićen i pušten pod uvjetom da napusti grad.
U Zagreb dolazi u lipnju 1941., gdje je uz pomoć Andrije Artukovića primljen u državnu službu. Bio je podžupan Velike župe Bribir-Sidraga sa sjedištem u Kninu. Krajem 1941. preuzima dužnost velikog župana i ustaškog stožernika u Velikoj župi Bribir i Sidraga. Na spomenutoj dužnosti ubrzo je započeo provođenjem mjera smirivanja stanja. U ožujku 1942. postavljen je na dužnost zamjenika općeg upravnog povjerenika NDH kod Zapovjedništva talijanske II. armate. Istovremeno je zadržao dužnost župana u Kninu. U srpnju 1942. preuzeo je dužnost stožernika ustaškog stožera Lika i Gacka sa sjedištem u Gospiću. Tom je prilikom izjavio da preuzima jamstvo zaštite sloboda i sigurnost svih državljana bez razlike te je tražio da se s područja Župe uklone i oni „domaći ljudi” koji su vođeni osobnim mržnjama, osvetama i koristima. 
Kao veliki župan provodio je pomirljivu politiku prema srpskom stanovništvu, o čemu je redovito izvještavao i Antu Pavelića. Tako su naprimjer dogodila osuda na smrt ustaša iz Gospića koji su ubili dvije Srpkinje. U proljeće 1942. Sinčić je bio glavni pregovarač s četničkim vođama oko njihove lojalnosti i priznanja NDH.
Istovremeno se pojavio problem jer je Sinčić, iako je preuzeo dužnost velikog župana u Gospiću, i dalje ostao i veliki župan u Kninu. Podžupan Ante Vatavuk nije mogao u Kninu samostalno djelovati jer je bio vezan za odluke župana. Dana 25. veljače 1943. na dužnosti u Gospiću zamijenio ga je Ferdo Stilinović. Sinčić je zatim unaprijeđen na dužnost općeg upravnog povjerenika NDH na Sušaku, a upravu župe u Kninu nastavio je voditi podžupan Vatavuk.
Na Sušaku ostaje do kapitulacije Italije kada je 9. rujna uhićen te s obitelji prebačen u Mali Lošinj, radi prijevoza u Italiju, ali uspijeva brodicom pobjeći. Sudjelovao je u pripremama puča Lorković-Vokić, te je nakon njegova otkrivanja uhićen i zatočen u Lepoglavi. Od tamo ga u travnju 1945. spašava supruga Eleonora. Nije se povlačio iz Zagreba. Kasnije je uhićen te ga je partizanski Divizijski vojni sud u Zagrebu osudio 1948. na smrt.
Do danas se ne zna gdje je pokopan i gdje mu je grob.

## Počasti
- Hrvoje Matković napisao je monografiju „Između Mačeka i Pavelića - Politički portret Davida Sinčića”, Zagreb, 2010.[11]

### Članci
- Barić, Nikica. 2013. O imenovanju Davida Sinčića za velikog župana Velike župe Gacka i Lika u srpnju 1942. godine. Historijski zbornik. Društvo za hrvatsku povjesnicu. Zagreb. 66 (2): 365–389

### Mrežna sjedišta
- Sinčić, David. Židovski biografski leksikon LZMK. Pristupljeno 17. siječnja 2025.